# 2014 dans les chemins de fer
Chronologie des chemins de fer
2013 dans les chemins de fer - 2014 - 2015 dans les chemins de fer

## Événements
- 1er février. France : Prolongement de 0,7 km de la ligne C du tramway de Bordeaux - Les Aubiers ⇒ Ginko Berges du Lac.
- 11 février: mise en service officielle de l' électrification Valence-Moirans et inauguration officielle de l'électrification totale du Sillon Alpin Sud.
- 19 février : prolongement de 2,3 km de la Ligne 1 du tramway de Lyon de la station Hôtel de Région – Montrochet à la station Debourg via le musée des Confluences et le pont Raymond-Barre.
- 24 février. France : Mise en service de la ligne 2 du tramway de Valencienne (15,5 km) -  Pont Jacob ⇒  Vieux Condé.
- 28 février. France : Mise en service du tram-train Nantes - Châteaubriant (64 km).
- 10 juin. France : Prolongement de 0,4 km de la ligne T3 du tramway de Lyon -  Meyzieu ZI ⇒ Meyzieu Panettes
- 20 juin. France : Prolongement de 0,7 km de la ligne B du tramway de Bordeaux - Claveau - Berges de Garonne
- 28 juin France. Inauguration de la ligne E du tramway de Grenoble (4,8 km) Saint-Martin-le-Vinoux Hôtel de Ville ⇒ Louise Michel
- 19 juillet/France : début de la construction du tunnel Haussmann-Saint-Lazare ↔ La Défense dans le cadre du prolongement du RER E vers Mantes-la-Jolie en région parisienne. Réelectrification de la section Bellegarde-Genève, en 25 KV Alternatif 50 Hz. La CC 6558 fut le dernier engin moteur purement 1500 V continu(propriété de l' APMFS à Chambéry), à venir par ses propres moyens à Genève.
- 4 août. France : loi portant réforme du système ferroviaire français. Elle prévoit la réunification de la Société nationale des chemins de fer français et de RFF au 1er janvier 2015.
- 30 août. France :  Inauguration du tramway de Besançon (14,5 km)
- 30 août. France :  Inauguration de la ligne T2 du tramway du Mans (3,3 km).
- 1er septembre. France :  Inauguration du tramway d'Aubagne (2,8 km)
- 1er septembre. France :  Prolongement de 1,6 km de la ligne B du tramway de Grenoble - Cité Internationale ⇒ Résistance
- 13 décembre : mise en service de la ligne 6 du tramway d'Île-de-France entre Châtillon Viroflay (11,4 km).
- 16 décembre : mise en service de la ligne 8 du tramway d'Île-de-France (8,5 km).
- 31 décembre : disparition de Réseau ferré de France (RFF) au profit de SNCF Réseau.
- Durant l’année : Fermeture de Voie-mère du Bourget (Garonor).

## Transports en commun dans le monde

### Nouvelles lignes et nouveaux réseaux inaugurés en 2014
De nouveaux réseaux de transport en commun sont entrés en service en 2014  :
- Métro
  - Chiraz (Iran) : Ligne 1 Ehsan - Namazi  (7 km)
  - Fortaleza (Brésil) : Ligne Estação Central-Chico da Silva - Carlito Benevides (24,1 km)
  - Málaga (ESpagne) : Ligne L2 Palacio de los Deportes / L1 Andalucía Tech - El Perchel (4,1 km)
  - Salvador (Brésil) : Ligne 1 Lapa - Retiro (limited service) (7,6 km)
  - Mumbai (Inde) : Ligne 1 Versova - Ghatkopar (11,5 km)
  - Wuxi (Chine) : Ligne 1 Yanqiao - Changguangxi (29,4 km)
  - Ningbo (Chine) : Ligne 1 Gaoqiao West - Donghuan South Road (20,8 km)
  - Changsha (Chine) : Ligne Line 2 Wangchengpo - Guangda (22 km)
  - Panamá (Panama) : Ligne 1 Los Andes - Albrook (13,7 km)

- Tramway
  - Atlanta (États-Unis) : Ligne Centennial Olympic Park - King Historic District (4,3 km)
  - Dubai (Doubai) : Ligne Al Sufouh - Jumeirah Beach (8 km)
  - Suzhou (Chine) : Ligne 1 Suzhou Amusement Land - Long'an Lu (18,1 km)
  - Aubagne (France) : Ligne T1 Gare - Le Charrel (2,7 km)
  - Besançon (France) : Ligne Hauts-du-Chazal - Gare Viotte/Chalezeule (14,5 km)
  - Tucson (États-Unis) : Ligne Congress Street/Av. del Convento - Helen Street (6,3 km)
  - Gold Coast (Australie) : Ligne University Hospital - Broadbeach South (13 km)
  - Édimbourg (Royaume-Uni) : Ligne Edinburgh Airport - York Place (13,5 km)

Dans les réseaux de transport en commun existants les nouvelles lignes suivantes ont été inaugurées  en 2014 : 
- Métro[1]  : 
  - Wuxi (Chine) : Ligne 2 Meiyuan - Anzhen (22 km)
  - Pékin (Chine) : Ligne 7 Beijing West Railway Station - Jiaohuachang (23 km)
  - Hangzhou (Chine) : Ligne 2 Qianjianglu - Chaoyang (18,3 km)
  - Nankin(Chine) : Ligne S8 Taishan Village - Jinniuhu (45,2 km)
  - Nankin (Chine) : Ligne 10 Olympic Stadium - Yushanlu and Line S1 South Railway Station - Nanjing Lukou International Airport (16,2 km)
  - Washington (États-Unis) :  Silver Line East Falls Church - Wiehle-Reston East (18,7 km)
  - Rome (Italie) : Ligne C Parco di Centocelle - Monte Compatri/Pantano (12,5 km)
  - Budapest (Hongrie) : Ligne M4 Kelenföld vasútállomás - Keleti pályaudvar  (7,4 km)
  - Bangalore (Inde) : Green Line Sampige Road - Peenya Industry (9,8 km)

- Tramway[1]  :
  - Paris (France) : Ligne T8 St-Denis Porte de Paris - Épinay-Orgemont / Villetaneuse-Université (8,4 km)
  - Paris  (France) : Ligne T6 Châtillon-Montrouge - Robert Wagner (12,4 km)
  - Grenoble (France) : Ligne E Louise Michel – Saint Martin le Vinoux (4,8 km)
  - Minneapolis/St. Paul (États-Unis) : Green Line Minneapolis Downtown East/Metrodome - St. Paul Union Depot (19,7 km)
  - Valenciennes (France) : Ligne T2 Pont Jacob - Vieux-Condé Le Boulon  (15 km)

|               | Métro            | Métro            | Tramway          | Tramway          |
| ------------- | ---------------- | ---------------- | ---------------- | ---------------- |
|               | Nouveaux réseaux | Nouvelles lignes | Nouveaux réseaux | Nouvelles lignes |
| Amérique      | 3                | 4                | 2                | 3                |
| Brésil        | 2                | 2                |                  |                  |
| États-Unis    |                  | 1                | 2                | 3                |
| Panama        | 1                | 1                |                  |                  |
| Asie          | 5                | 11               | 2                | 2                |
| Chine         | 3                | 8                | 1                | 1                |
| Dubai         |                  |                  | 1                | 1                |
| Inde          | 1                | 2                |                  |                  |
| Iran          | 1                | 1                |                  |                  |
| Europe        | 1                | 3                | 3                | 7                |
| Espagne       | 1                | 1                |                  |                  |
| France        |                  |                  | 2                | 6                |
| Hongrie       |                  | 1                |                  |                  |
| Italie        |                  | 1                |                  |                  |
| Royaume-Uni   |                  |                  | 1                | 1                |
| Océanie       |                  |                  | 1                | 1                |
| Australie     |                  |                  | 1                | 1                |
| Total général | 9                | 18               | 8                | 13               |

### Nombre de kilomètres de voie ajoutés en 2014
| Pays             | Métro | RER | Tramway | Total |
| ---------------- | ----- | --- | ------- | ----- |
| Afrique          | 5     |     | 4,2     | 9,2   |
| Algérie          |       |     | 4,2     | 4,2   |
| Égypte           | 5     |     |         | 5     |
| Amérique         | 84,4  |     | 41,2    | 125,6 |
| Brésil           | 39,6  |     |         | 39,6  |
| Canada           |       |     | 2,5     | 2,5   |
| États-Unis       | 18,7  |     | 38,7    | 57,4  |
| Panama           | 13,7  |     |         | 13,7  |
| Pérou            | 12,4  |     |         | 12,4  |
| Asie             | 412,6 |     | 31,5    | 444,1 |
| Chine            | 344,8 |     | 23,5    | 368,3 |
| Corée du Sud     | 2     |     |         | 2     |
| Dubai            | 3     |     | 8       | 11    |
| Formose          | 8,5   |     |         | 8,5   |
| Inde             | 33,3  |     |         | 33,3  |
| Iran             | 19    |     |         | 19    |
| Singapour        | 2     |     |         | 2     |
| Europe           | 94,2  |     | 243,2   | 337,4 |
| Allemagne        |       |     | 19,8    | 19,8  |
| Espagne          | 10,1  |     |         | 10,1  |
| France           | 1,8   |     | 128,5   | 130,3 |
| Hongrie          | 7,4   |     | 3,5     | 10,9  |
| Italie           | 13,9  |     | 3,7     | 17,6  |
| Norvège          | 3     |     |         | 3     |
| Pologne          |       |     | 2,2     | 2,2   |
| Royaume-Uni      |       |     | 29      | 29    |
| Russie           | 9,1   |     | 6,1     | 15,2  |
| Suède            |       |     | 1       | 1     |
| Suisse           |       |     | 2,5     | 2,5   |
| Turquie          | 47,1  |     | 44,9    | 92    |
| Ukraine          | 1,8   |     | 2       | 3,8   |
| Océanie          | 7,5   | 5,5 | 18,6    | 31,6  |
| Australie        | 7,5   | 5,5 | 18,6    | 31,6  |
| Nouvelle-Zélande | 0     |     |         | 0     |
| Total général    | 603,7 | 5,5 | 338,7   | 947,9 |